# 132718 Kemény
A 132718 Kemény (ideiglenes jelöléssel 2002 ON27) a Naprendszer kisbolygóövében található aszteroida. Sárneczky Krisztián fedezte fel 2002. július 23-án.